# Abdelhamid El Kaoutari
Abdelhamid El Kaoutari (Montpellier, 17 de março de 1990) é um futebolista profissional marroquino, que atua como defensor.

## Carreira
Abdelhamid El Kaoutari fez parte do elenco da Seleção Marroquina de Futebol nas Olimpíadas de 2012.